# Čulyšmanská pahorkatina
Čulyšmanská pahorkatina (rusky Чулышманское нагорье) je vysokohorská plošina v severovýchodní části Altaje v Altajské republice v Ruské federaci. Táhne se od severovýchodu na jihovýchod, na severovýchodě je ohraničená Šapšalským hřbetem, na jihozápadě je oddělena údolím řeky Čulyšman od Ulaganské planiny. Na jihovýchodě sahá k výběžkům Hřbetu Čichačovova a na severozápadě k výběžkům Abakanského hřbetu.
Průměrná výška je 1800–2200 m n. m., maximální výška je 3148 m n. m.  (hora Kurkurebaži).
Povrch Čulyšmanské pahorkatiny je plochý, zarovnaný. Vystupují z něho ojedinělé izolované horské masívy, které se zdvihají vysoko nad okolí.
Do výšek 1900–2100 m sahá smrková tajga, výše je křovinatá tundra.
Podnebí je zde typicky kontinentální, s dlouhými chladnými zimami a krátkými léty. Průměrná teplota v lednů je −22 °C a v červenci +14 °C.